# Фонте Пјетра (Кјети)
Фонте Пјетра (итал. Fonte Pietra) је насеље у Италији у округу Кјети, региону Абруцо.
Према процени из 2011. у насељу је живело 41 становника. Насеље се налази на надморској висини од 253 м.